# Elymus alaskanus
Elymus alaskanus — вид трав'янистих рослин родини тонконогові (Poaceae).

## Поширення
Азія: Росія; Європа: Росія, Фінляндія, Ісландія, Норвегія, Швеція; Північна Америка: Гренландія, Канада, США.